# Björn Lundström
Björn Arne Lundström, född 13 december 1955 i Karlskrona amiralitetsförsamling i Blekinge län, är en svensk militär.

## Biografi
Lundström avlade gymnasieexamen 1974. Han avlade marinofficersexamen vid Sjökrigsskolan 1977 och utnämndes samma år till löjtnant vid Karlskrona kustartilleriregemente, där han var plutonchef 1977–1980. År 1980 befordrades han till kapten vid Vaxholms kustartilleriregemente, där han tjänstgjorde eller var placerad till slutet av 1980-talet och befordrades till major 1985. Han var idrottsofficer vid Sjökrigsskolan 1980–1983, gick Allmänna kursen vid Militärhögskolan 1983–1984 och var stabsofficer tillika sektionschef vid Stockholms kustartilleriförsvar 1984–1987. Därefter tjänstgjorde han i Marina underhållsavdelningen i Huvudavdelningen för marinmateriel vid Försvarets materielverk 1989–1990. Han befordrades till överstelöjtnant 1993 och var chef för Kustförsvarssektionen i Östra marinkommandounderhållsbataljonen vid Ostkustens marinkommando 1990–1995, varefter han var stabsofficer i Kustförsvarssektionen i Marinledningen i Högkvarteret 1996–1998 och chef för Centralsektionen i Underhållsavdelningen i Krigsförbandsledningen i Högkvarteret 1998–1999. Han utnämndes till överstelöjtnant med särskild tjänsteställning 1999. Han var chef för Amfibiebataljonen vid Älvsborgs amfibieregemente 2000–2001, varefter han var utbildningsansvarig för teknikutbildningen vid chefskursen med teknisk inriktning på MTI vid Försvarshögskolan 2002–2003. Från 2003 var han regionchef vid Totalförsvarets pliktverk.